# أرماند دينيس
أرماند دينيس هو مخرج بلجيكي، ولد في 2 ديسمبر 1896 في إقليم بروكسل العاصمة في بلجيكا، وتوفي في 15 أبريل 1971 في نيروبي في كينيا.

## وصلات خارجية
- أرماند دينيس على موقع IMDb (الإنجليزية)
- أرماند دينيس على موقع أول موفي (الإنجليزية)
- أرماند دينيس على موقع قاعدة بيانات الأفلام السويدية (السويدية)
- أرماند دينيس على موقع قاعدة بيانات الفيلم (الإنجليزية)
- أرماند دينيس على موقع كينوبويسك (الروسية)